# Greta oto
La farfalla di vetro o farfalla ali di vetro (Greta oto Geyer, 1837) è un lepidottero appartenente alla famiglia Nymphalidae, diffuso in America Centrale.

## Descrizione

### Adulto
La farfalla, detta glasswinged (ali di vetro) in inglese, ha ali trasparenti che la rendono difficile da seguire per gli uccelli predatori. I bordi opachi delle sue ali sono marrone scuro a volte con striature rosse o arancioni.

L'apertura alare è compresa tra 5,6 e 6,1 cm.

## Distribuzione e habitat
Greta oto vive nelle zone tropicali dell'America Centrale e tra il Messico e Panama.